# Comté de Quitman (Géorgie)
Pour les articles homonymes, voir Comté de Quitman.
Le comté de Quitman est un comté de Géorgie, aux États-Unis.

## Démographie
| 1860  | 1870  | 1880  | 1890  | 1900  | 1910  |
| ----- | ----- | ----- | ----- | ----- | ----- |
| 3 499 | 4 150 | 4 392 | 4 471 | 4 701 | 4 594 |

| 1920  | 1930  | 1940  | 1950  | 1960  | 1970  |
| ----- | ----- | ----- | ----- | ----- | ----- |
| 3 417 | 3 820 | 3 435 | 3 015 | 2 432 | 2 180 |

| 1980  | 1990  | 2000  | 2010  | - | - |
| ----- | ----- | ----- | ----- | - | - |
| 2 357 | 2 209 | 2 598 | 2 513 | - | - |